# To co nas łączy
To co nas łączy – split zespołów Eye for an Eye i The Hunkies wydany w 2005 roku przez Pasażera.

## Lista utworów
1. The Hunkies – Introduction
2. The Hunkies - Teraz czy później
3. The Hunkies - Nadczłowiek
4. The Hunkies - Nie wierzę z całych sił
5. The Hunkies - Twarda dyscyplina
6. The Hunkies - Hunkies
7. The Hunkies - Jaki mam być?
8. The Hunkies - Czy starczy sił?
9. Eye for an Eye – Bramy
10. Eye for an Eye - Manekin
11. Eye for an Eye - Własny ląd
12. Eye for an Eye - Hardcore (?) łączy nas (cover Chain of Strength)
13. Eye for an Eye - True Till Death
14. Eye for an Eye - To
15. Eye for an Eye - Wyjście z cienia

## Skład

### The Hunkies
- „Nemeczek” – wokal
- „Palestyna” – gitara
- Piotr „Skoda” Skotnicki – gitara
- Paweł „Piguła” Czekała – gitara basowa
- Paweł „Dmuchacz” Boguszewski – perkusja

### Eye for an Eye
- Anka – wokal
- Tomek – gitara, wokal
- Bartek – gitara, wokal
- Damian – gitara basowa, wokal
- Rafał – perkusja